# سيف عربي
السَّيْفُ الْعَرَبِيُّ هو سيف تعود أصوله إلى شبه الجزيرة العربية قبل القرن السابع. تميزت النسخ الاصلية منه بانها قصيرة ومستقيمة. لا يُعرف الكثير عن هذا السلاح بالذات، بخلاف ما كتبه الكندي في أطروحته عن السيوف في القرن التاسع.

## الوصف

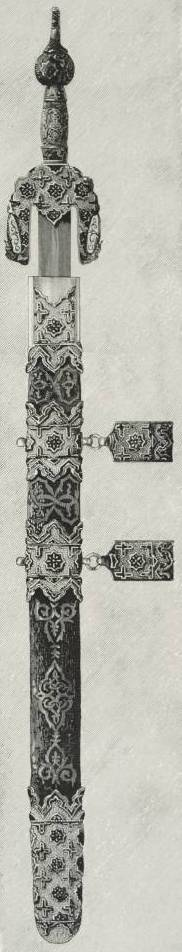
سيف عربي احتفالي ذو نصل مستقيم، على طراز السيف الجاهلي، القرن التاسع عشر.

تميز السيف العربي الاصلي بانه مستقيم، وقصير، ومشابه لسيوف الروم. وكان العرب يلبسونها على أكتافهم وظهورهم وليس على الخصر كما يفعل الساسانيون في إيران.
في مقالة «مقدمة لدراسة الأسلحة والدروع الإسلامية» للدكتور عبد الرحمن زكي، كتب عن السيف أنه «السيف العربي، له نصل عريض إلى حد ما وأحيانًا بحلقة معقوفة غريبة. يتفاوت الحجم تفاوتًا كبيرًا، فهو موجود في معظم البلدان التي عاش فيها العرب، ولكل منها تنوعه الخاص، وكان المؤرخون العرب الأوائل يذكرون نوعين من السيوف: سيف أنيث، وهو مصنوع من الحديد، وسيف فولاذ مصنوع من الفولاذ وإذا صنع من مزيج من الحديد والفولاذ قيل عنه سيف مُذكر».

## التاريخ
هناك أربع فترات متميزة مرت بها عملية إنتاج السيف العربي: ما قبل الإسلام -السيوف القديمة قبل القرن السابع الميلادي- وصدر الإسلام -السيوف القديمة من القرن السابع إلى القرن الثامن ميلادي- والعصر الذهبي الإسلامي -السيوف من القرن التاسع إلى أوائل القرن الثالث عشر ميلادي- وفترة الترك أو التخلي عن السيف -السيوف المتأخرة من أواخر القرن الثالث عشر إلى القرن السادس عشر ميلادي. تأتي معظم المعلومات عن السيوف العربية من الأدب.

### مملكة الأنباط العربية
اشارت بعض الحفريات المكتشفة، أن وحدات الجيش النبطي، كانت مكونة من الحصان والجمال. وكانت أحد الأسلحة الرئيسية هي السيف القصير، المشابه لوصف السيف العربي الاصلي

### العصر الذهبي الإسلامي
بحلول سنوات العصر الذهبي الإسلامي، وجدت السيوف المنحنية والسيوف ذات الحدين جنبًا إلى جنب في الشرق الأوسط.

### الترك (التخلي)
في السنوات الأخيرة للسيف العربي، من بين الأماكن السبعة التي أدرجها الكندي حيث صُنع، بقيت أربعة في النصف الأخير من القرن الثالث عشر. مع تدمير المغول لخراسان ودمشق، وغزو الصليبيين لبيزنطة في الحملة الصليبية الرابعة، تراجع السيف العربي بشدة. وانتهى تمامًا في القرن السادس عشر، عندما استولى العثمانيون على مصر عام 1517 واليمن عام 1552-1560، ما يمثل نهاية السيف العربي. لم يظهر المغول ولا الصليبيون ولا العثمانيون أي اهتمام بالسيف العربي. كان لهذه الجماعات تقاليدها الخاصة، من ثم حلت محلها. في المكانان الأخيران، سريلانكا وكيدا، نمت السيوف العربية ببطء متأثرة بالتقاليد المجاورة ثم توقفت صناعتها تمامًا.
في 1350، كتب ابن القيم الجوزية أطروحة عن الأسلحة العربية بعنوان «الفروسية». وكتب أنه إضافةً إلى الفروسية والرماح والرماية، كانت مهارة المبارزة هي مجال رابع من فروع الفروسية.

### التصنيع
يذكر الكندي سبعة أماكن صنعت فيها السيوف العربية. وهي بالترتيب اليمن وخراسان ودمشق ومصر والروم -بيزنطة- وسريلانكا والقلعة -ربما مدينة قدح.

## الاستخدام
خلال السنوات الإسلامية المبكرة، غمد العرب أسلحتهم في الحمالات-وهي أحزمة للكتف يُعلق بها السيف. تم التخلي عن استخدام الحمالة من قبل الخليفة العباسي المتوكل (847-861) واستخدم الحزام للسيف المنحني عوضًا عنها. لكن يبدو أن استخدام السيف وحمالته احتفظ بأهمية احتفالية ودينية. مثلًا، كان الحاكم نور الدين زنكي (1146-1174) متدينًا وحريصًا على التمسك بكل ما هو تراثي، بحثًا عن الاساليب القديمة من أثر النبي صلى الله عليه وسلم. من ثم، من بين إصلاحاته، أعاد اعتماد عادة ارتداء السيف المعلق بواسطة حمالة. خليفته صلاح الدين (1138-1193)، فعل الشيء نفسه، وقيل إنه دفن مع سيفه.
وفقًا لديفيد نيكول، كان السيف العربي يستخدم أساسًا للجرح والقطع. ويستشهد بمذكرات أسامة بن منقذ دليلًا على أنه عندما تعرض أسامة لهجوم الحشاشين، فإنه ضرب القاتل بسيفه. تضيف قصص أخرى لأسامة مصداقية لنظرية نيكول.
خلال فترة الدولة المملوكية، كان السيف المنحني السلاح المفضل لدى النخبة المحاربة، لكن أفضل الأسلحة ذات الحواف المزخرفة كانت السيوف العربية. استُخدمت السيوف في المناسبات الاحتفالية في العصر المملوكي، أي في تنصيب سلاطين المماليك وخلفاء السلالة العباسية المستعادة، إذ يتقلد الحاكم السيف البدوي. لا توجد أوصاف باقية لمثل هذه السيوف لكن يمكن اقتراح فرضية أن نصل السيف المملوكي المزخرف بشكل رائع والمحفوظ الآن في إسطنبول هو في الواقع سيف بدوي.

## انواع السيوف عند العرب
- الأبيض ولم يذكر العُلماءُ لِمَ سُمِّيَ (أبيض).[11]
- السيف الباتر وهو القاطِع مِنَ السيوف، وذو الحَد الماضي. والسيف الباتر يُجمَعُ على بواتر. ويُجمع السيف الباتِرُ على وزنِ صِيغَةِ مُنْتَهَى الجُمُوعِ (بواتير) أيضًا.[12]
- السيف الباتك وهو السيف الصارم القاطع؛ لأَنَّ البَتْكَ: قَطْعُ الشَّيْءِ مِنْ أصله والسيف البتوك كالباتك، والجمعُ بَواتِكَ.[13]
- السيف الجُرَازُ بالضم - هو السيف القاطع أيضا. وقيل: السيف الجراز: هو الماضي النَّافِذُ والمُسْتَأصِلُ.[13]
- السيف اليماني هو سيف يتم صناعته في اليمن واشتهر بين العرب في الجاهلية.[14]
- الحُسَامُ هو السيف القاطع التي ضربته قوية وتحسم مصير الضحية. قال ابن سيده: «سُمِّيَ حُسَامًا لأَنَّه يَحْسِمُ الدَّمَ: أَي يَسْبِقِهِ؛ فَكَأَنَّهُ قَد كَوَاهُ..» وقال صاحب العين: «سمِّيَ حُسَامًا لأَنَّهُ يَحْسِمُ العَدُوَّ أَي يَقطَعُهُ عَنْكَ..».[15]
- الصمصامُ هو السيف الصارم المصمم على إفناء الضحية. ويسمى ببعض الاحيان الصمصامة بزيادة التاء. وهو ايضا اسم لسيف عمرو بن معديكرب.[16]

## قائمة السيوف العربية
- ذو الفقار سيف علي بن أبي طالب .
- السيف السعودي هو سيف عربي، تتم صناعته في مناطق المملكة العربية السعودية.
- السيف الأجرب سيف الإمام تركي آل سعود.
- سيف القِرْدَة هو سيف عربي مستقيم مشهور في شبه الجزيرة العربية.[17]